# علف‌بیدیان
علف‌بیدیان (نام علمی: Crambinae) نام یک زیرخانواده از تیره علف‌بیدان است.